# Szárász
Szárász là một thị trấn thuộc hạt Baranya, Hungary. Thị trấn này có diện tích 5,98 km², dân số năm 2010 là 29 người, mật độ 5 người/km².